# Referendo de Iniciativa Ciudadana

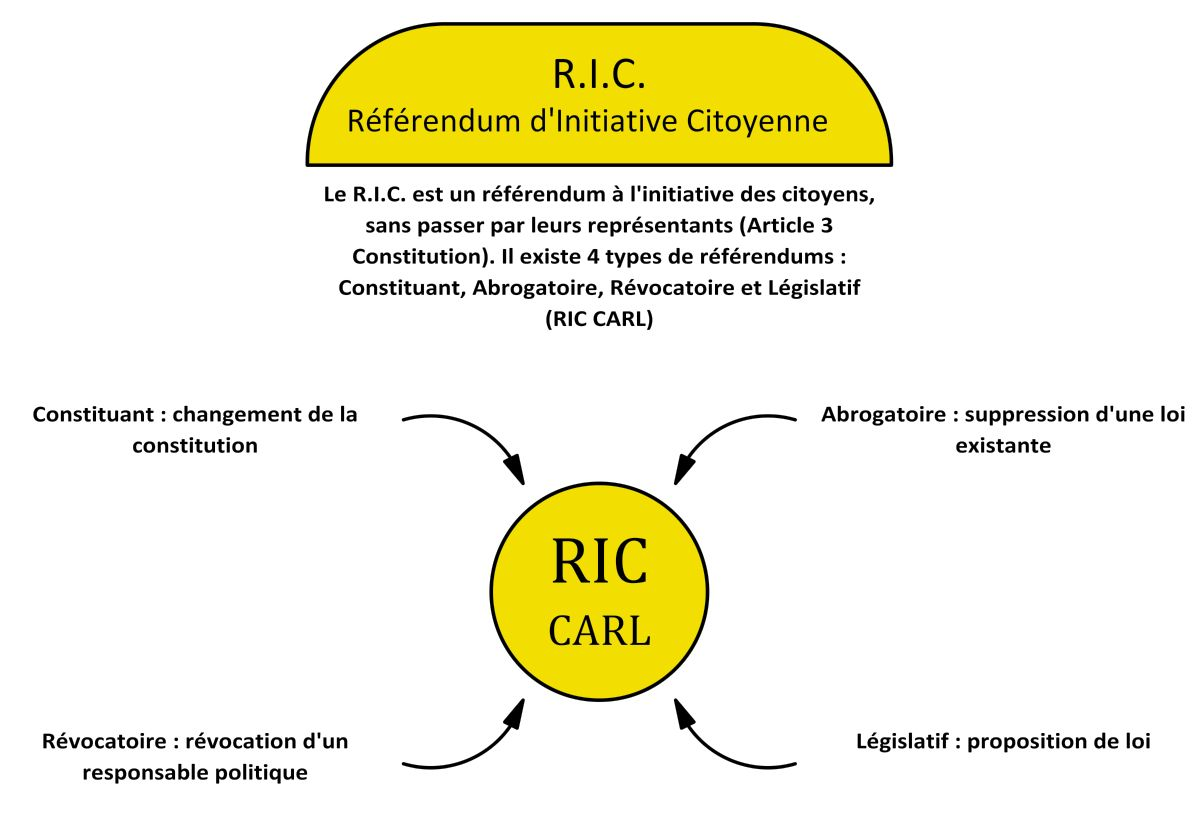
Proposición de referendo de iniciativa ciudadana presentado en el 2018 por giletsjaunes-coordination.fr,.

El Referendo de Iniciativa Ciudadana (RIC), o Referendo de iniciativa popular (RIP), es el nombre dado a una proposición de dispositivo de iniciativa popular en Francia, cuya instauración, propuesta desde hace varias décadas se convirtió en la principal reivindicación del movimiento de los chalecos amarillos desde el otoño del 2018.
El proceso propuesto es un dispositivo de democracia directa que permite a los ciudadanos que reúnen una cantidad especifica de firmas fijada por la ley de iniciar un referendo sin que sea necesario la aprobación ni del parlamento ni del presidente. Los chalecos amarillos desean cuatro modalidades para el RIC:
- Para presentar al pueblo una nueva proposición de ley (Referendo legislativo)
- Para abrogar una ley votada por el Parlamento (Referendo facultativo)
- Para modificar la Constitución (Referendo constitucional)
- Para revocar el mandato de un alcalde, diputado, senador o del mismo presidente (referendo revocatorio de mandato).

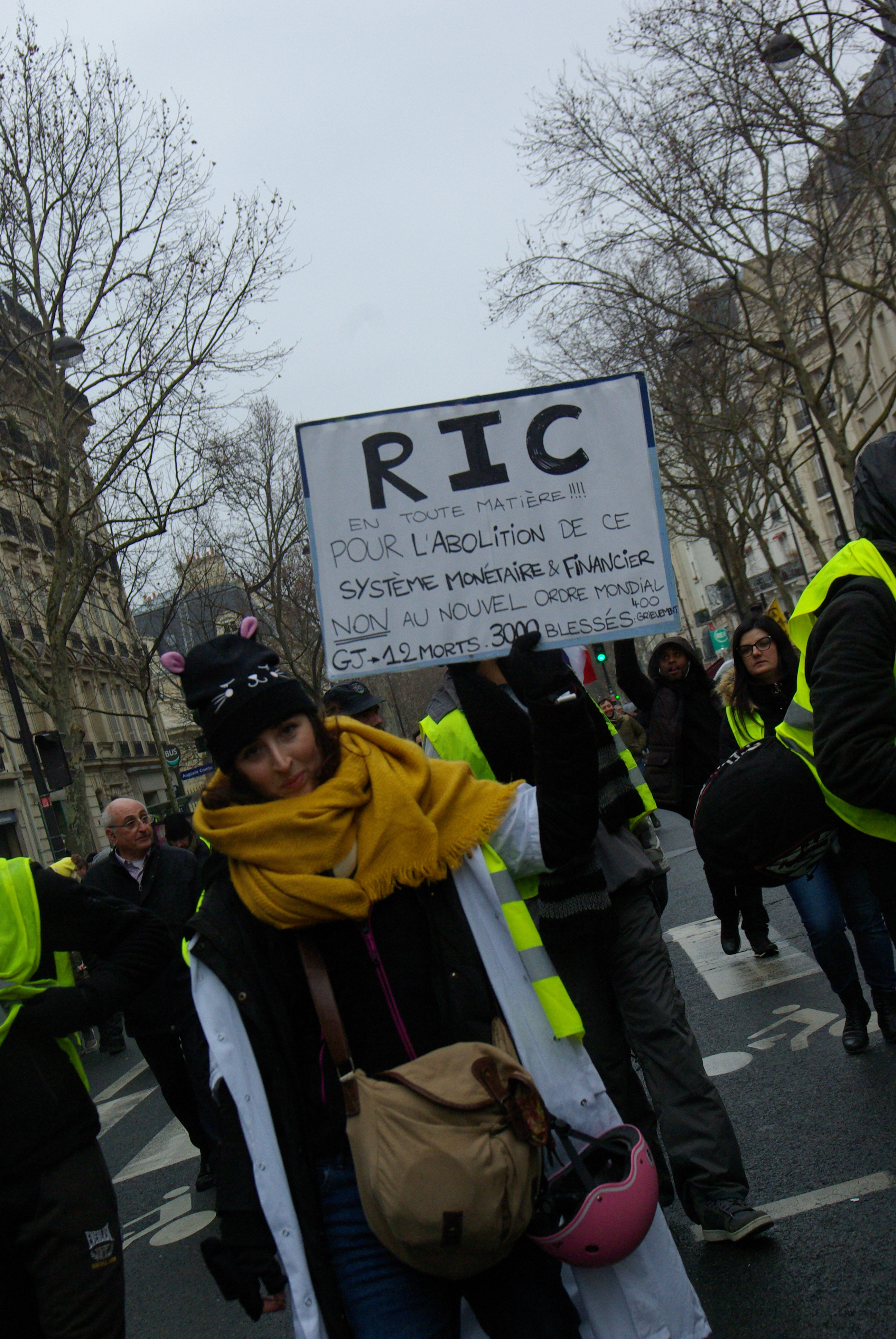
Chaleco amarillo a favor del RIC (París, enero de 2019).

A finales del 2018, 40 países permiten este tipo de referendo. A nivel nacional: Albania, Bielorrusia, Bolivia, Bulgaria, el Cabo Verde, Colombia, Costa Rica, Croacia, Ecuador, Eslovaquia, Eslovenia, Filipinas, Georgia, Hungría, Italia, Kenia, Letonia, Liberia, Liechtenstein, Lituania, Macedonia, Malta, las Islas Marshall, México, Micronesia, Moldavia, Nicaragua, Nueva Zelanda, Palaos, Perú, Rusia, San Marino, Serbia, Suiza, Taiwán, Togo, Ucrania, Uganda, Uruguay así como Venezuela. La mayoría de los Länder alemanes, así como 24 de los Estados de Estados Unidos, permiten un referendo a nivel del estado pero no a nivel nacional.

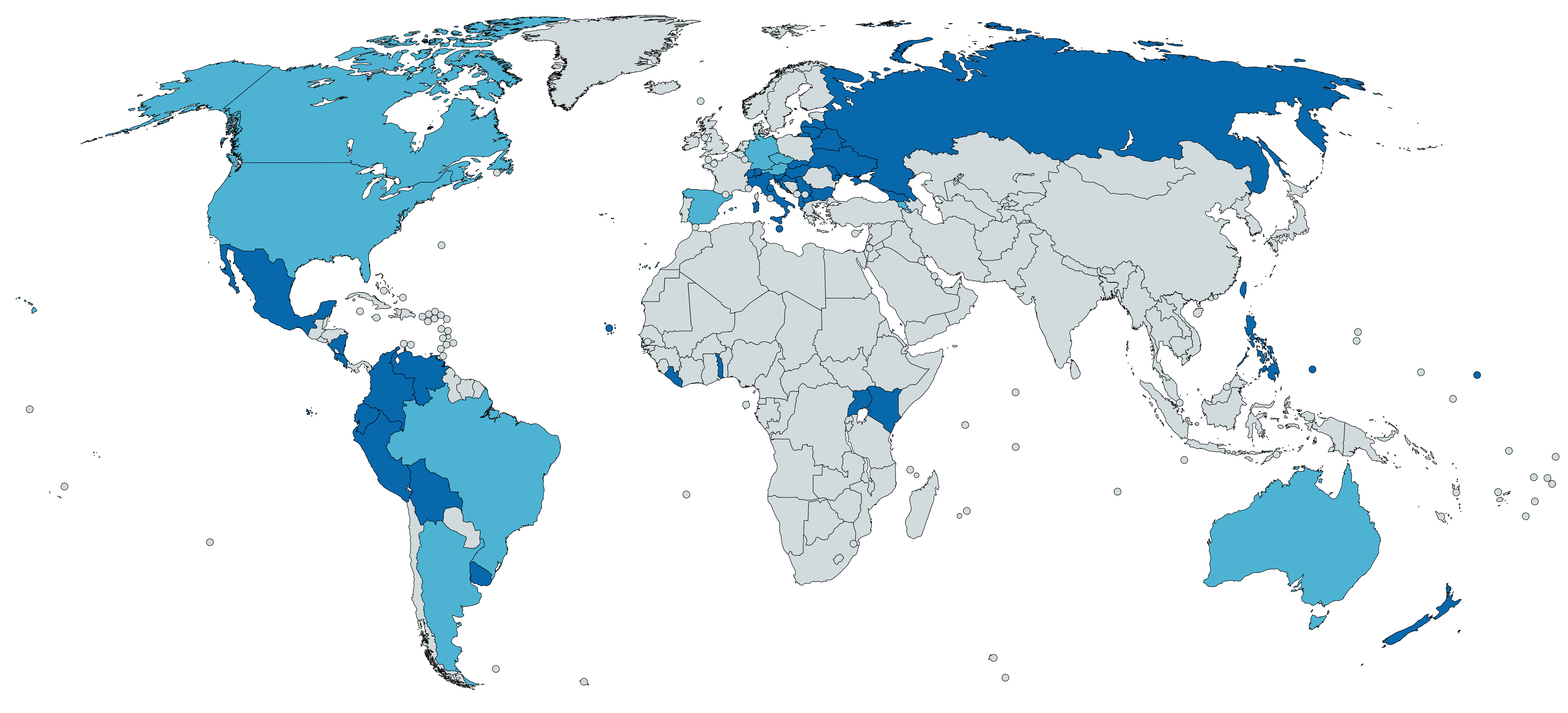
Referendos de origen popular :
Referendo posible a nivel nacional
Referendo posible únicamente a nivel infranacional